# Gare de Romerée
Ne doit pas être confondu avec gare de Romedenne-Surice.
La gare de Romerée est une ancienne gare ferroviaire belge de la ligne 156, de Hastière à Anor située sur la commune d'Hastière, en région wallonne dans la province de Namur.
Mise en service en 1866 par la Compagnie de Chimay, elle ferme en 1954.

## Situation ferroviaire
La gare de Romerée se trouvait au point kilométrique (PK) 14,5 de la ligne 156, de Hermeton-sur-Meuse (Hastière) à Anor (France), via Mariembourg et Chimay entre la gare de Doische, où elle croisait la ligne de Florennes à Givet construite par les Chemins de fer de l'Est-Belge, et celle de Matagne-la-Petite.

## Histoire
La Société anonyme du chemin de fer de Mariembourg à Chimay (Compagnie de Chimay) reçoit en 1856 la concession d'un chemin de fer reliant ces deux villes. En 1862, elle ajoute celle de Mariembourg à Hastière et Givet. La section de Mariembourg à Doische est inaugurée le 30 mars 1864.
Romerée, mentionnée en 1866, ferait partie des stations d'origine de cette section. Dotée de deux voies à quai, elle sera également reliée[Depuis quand ?] par une courbe directe vers la ligne 138A, menant à Romedenne-Surice. Cette ligne en courbe apparaît en pointillés sur une carte de 1905 et est déjà hors d'usage à la fin des années 1940
La section de Hastière à Mariembourg ferme aux voyageurs le 17 octobre 1954 et est mise hors-service dans la foulée. La voie est finalement enlevée en 1978. Un chemin RAVeL parcourt la ligne depuis 1990.

## Patrimoine ferroviaire
Le bâtiment des voyageurs, typique du style de la Compagnie de Chimay avec une tour transversale en son centre et des demi-croupes aux murs-pignons a été racheté et pour servir d'habitation